# Kanton Ailly-le-Haut-Clocher
Kanton Ailly-le-Haut-Clocher (fr. Canton d'Ailly-le-Haut-Clocher) byl francouzský kanton v departementu Somme v regionu Pikardie. Skládal se z 20 obcí. Zrušen byl po reformě kantonů 2014.

## Obce kantonu
- Ailly-le-Haut-Clocher
- Brucamps
- Buigny-l'Abbé
- Bussus-Bussuel
- Cocquerel
- Coulonvillers
- Cramont
- Domqueur
- Ergnies
- Francières
- Gorenflos
- Long
- Maison-Roland
- Mesnil-Domqueur
- Mouflers
- Oneux
- Pont-Remy
- Saint-Riquier
- Villers-sous-Ailly
- Yaucourt-Bussus